# نيوزماكس
نيوزماكس هي موقع ويب أمريكي محافظ مختص بالأخبار والآراء أسسه كريستوفر رودي في 16 سبتمبر عام 1998، وتديره شركة نيوزماكس ميديا. ينقسم موقع الويب إلى أربعة أقسام رئيسية: نيوزماكس، ونيوزماكس الصحة، ونيوزماكس المال، ونيوزماكس العالم، وينقسم كل قسم إلى أقسام فرعية مختلفة. تدير شركة نيوزماكس ميديا أيضًا مجلة مطبوعة تحمل نفس الاسم نيوزماكس بالإضافة إلى قناة نيوزماكس تي في الإخبارية.
أطلقت نيوزماكس قناة التلفزيون الكبلي في 16 يونيو عام 2014 إلى 35 مليون مشترك عبر القمر الصناعي من خلال شركتي دايركت تي في ودش نيتورك. وصلت الشبكة إلى حوالي 75 مليون منزل بدءًا من مايو عام 2019، ولديها مشغل وسائط رقمية أو جهاز محمول واسعي النطاق. تبث القناة بشكل أساسي من استوديو نيوزماكس من مانهاتن إيست سايد في نيويورك، وتأخذ من ويست بالم بيتش في فلوريدا وشوجر لاند في تكساس مقرين رئيسيين لها.
وصفت صحيفة نيويورك تايمز الموقع بأنه مؤثر في الأوساط المحافظة الأمريكية. حاول الرئيس التنفيذي كريستوفر رودي وضع الشبكة في حالة تنافس مع قناة فوكس نيوز، بما في ذلك عن طريق التعاقد مع مضيفي قناة فوكس نيوز السابقين روب شميت، وغريغ كيلي، وبوب سيليرز وهيثر تشايلدرز. وصفت صحيفة واشنطن بوست نيوزماكس بأنها «المكان الذي يحتوي على شخصيات إخبارية تلفزيونية في حاجة إلى مكان عمل جديد»؛ واستشهدت بالبث الإذاعي التابع للشبكة لمارك هالبرين وبيل أورايلي بعد استقالاتهم من الشبكات الأخرى بسبب الخلافات. أشارت صحيفة ذا ديلي بيست أيضًا نقلاً عن المحلل القانوني آلان ديرشوفيتز إلى أنها «ملاذ آمن للشخصيات التي جعلتها فضائحها غير مرحب بها على الشبكات أو المنافذ الأخرى». نشرت نيوزماكس بعد الانتخابات الرئاسية الأمريكية لعام 2020 العديد من نظريات المؤامرة والاتهامات الكاذبة بتزوير الناخبين في الانتخابات. قال رودي عندما سئل عن دعم نيوزماكس للرئيس الأمريكي السابق دونالد ترامب: «لدينا سياسة تحريرية لكوننا داعمين للرئيس وسياساته».

## قضايا سلامة الأخبار
سعت الحكومة القطرية في عام 2018 إلى الاستحواذ على حصة كبيرة في نيوزماكس من أجل «كسب الأصدقاء والنفوذ في الولايات المتحدة، بينما تكافح للرد على الحصار الذي دعمه ترامب من قبل جيرانها العرب». خفف الإعلان نبرته بشأن قطر منذ تحركها للاستثمار في نيوزماكس. كانت نيوزماكس «من بين المنافذ المحافظة التي قادت الاتهام في تصوير قطر كدولة رئيسية راعية للإرهاب»، واستقبلت أمير قطر عند زيارته الولايات المتحدة في أبريل عام 2018، و«رحبت بالزيارة وقالت إنها تلقت إشادة كبيرة». نشرت نيوزماكس في عامي 2019 و2020 العديد من مقالات الرأي بقلم رافائيل بداني، وهو شخصية مزيفة كانت جزءًا من شبكة أوسع تروج للدعاية لدولة الإمارات العربية المتحدة وضد قطر وتركيا وإيران. أدرجته نيوزماكس تحت خانة «الدخيل»، وتضمنت سيرته الذاتية وصورة شخصية مزيفة.
ذكرت شركة ميديا ماترز أن نيوزماكس أرسلت خلال جائحة كوفيد-19 في الولايات المتحدة بريدًا إلكترونيًا تسويقيًا إلى قائمة المشتركين تؤكد فيه أن «أسوأ شيء يمكنك فعله هو الحصول على لقاح عندما يصبح متاحًا»؛ وذلك لأن «اللقاحات هي واحدة من أكبر المخاوف الصحية في حياتنا، فهي عملية احتيال مستمرة بين الشعب الأمريكي»؛ وشجعت بدلاً من ذلك على الاشتراك في نشرة إخبارية صحية ومكملات غذائية. أصدرت نيوزماكس بعد اتصال مجلة نيوزويك بها بيانًا قالت فيه: «نُشِرت هذه المادة التسويقية عن غير قصد وهي لا تعكس آراء نيوزماكس».